# Орлова Наталія Язепівна
Ната́лія Язе́півна Орло́ва (нар. 8 вересня 1941 року, Крустпілс, Генеральна округа Латвія) — фахівець у галузі харчових технологій, доктор технічних наук (1996), професор (1997), заслужений працівник народної освіти УРСР (1990).

## Біографічні дані
Народилася 8 вересня 1941 року в Крустпілсі (нині частина м. Єкабпілс, Латвія) у робітничій сім'ї. Закінчила місцеву середню школу.
У 1964 році закінчила Даугавпілський педагогічний інститут у Литві, де відтоді й працювала. З 1968 по 1969 — старший науковий співробітник Інституту мікробіології і вірусології АН УРСР. З 1969 року працює у Київському торговельно-економічному університеті: з 1997 — професор кафедри товарознавства та експертизи продовольчих товарів.

## Наукова робота
Наукові дослідження: розширення асортименту, підвищення біологічної цінності швидкозаморожених плодів, овочів і комбінованих напівфабрикатів; розроблення заходів із управління якістю та безпечністю харчових продуктів. 
Авторка понад 400 наукових і науково-методичних праць, з них: 2 монографії, 6 підручників, 2 навчальних посібники; співавторка понад 10 патентів на винаходи (станом на 2010-ті). Організаторка наукової школи з 2001 року. Під її керівництвом захищено 3 кандидатські та 2 докторські дисертації.
Була членом вченої ради товарознавчого факультету та КНТЕУ, редколегії наукового журналу «Вісник КНТЕУ» та міжнародного науково-практичного журналу «Товари і ринки», спеціалізованих вчених рад із захисту кандидатських та докторських дисертацій; з 1998 по 2004 рік очолювала спеціалізовану вчену раду (Д 26.055.02) в КНТЕУ.

### Основні праці
За ЕСУ:
- Товароведение продовольственных товаров. — К., 1988;
- Теоретичні основи товарознавства продовольчих товарів: навч. посіб. — К., 1999;
- Заморожені плодоовочеві продукти: проблеми формування асортименту та якості. — К., 2005 (співавт.);
- Фрукти, ягоди, овочі, гриби та продукти їхньої переробки: підруч. — К., 2013 (співавт.);
- Управління безпечністю та якістю швидкозамороженої плодоовочевої продукції. — К., 2013 (співавт.);
- Вуглеводний комплекс сушених баклажанів // Товарозн. вісн.: Зб. наук. пр. К., 2015. — Вип. 8 (співавт.);
- Структурно-механічні властивості баклажанових снеків // Прогрес. техніка та технології харч. вироб-в ресторан. господарства і торгівлі: Зб. наук. пр. Х., 2015. — Вип. 1 (співавт.)[1].

## Нагороди
- Заслужений працівник народної освіти УРСР;
- Відмінник освіти України;
- Медаль КНТЕУ «Гідному шани»;[3]
- Стипендіат довічної державної стипендії для видатних діячів освіти[6].